# Aarthi Agarwal
Pour les articles homonymes, voir Agarwal.
Aarthi Agarwal, née le 5 mars 1984 dans l'État du New Jersey et morte le 6 juin 2015 à Atlantic City, est une actrice indo-américaine.

## Biographie
Aarthi Agarwal naît le 5 mars 1984 dans le New Jersey de parents Gujaratis,,. Elle est la sœur aînée d'Aditi Agarwal, également actrice. Son père, Shashank, travaille dans l'hôtellerie et sa mère, Veema, est une femme au foyer. Vers 14 ans, l'acteur Sunil Shetty la repère et l'invite à danser sur scène à Philadelphie, en Pennsylvanie. Après la représentation, il demande à son père de l'encourager à devenir actrice à Bollywood. À 16 ans, elle fait ses débuts dans Paagalpan.
Agarwal fait ses débuts au cinéma télougou dans Nuvvu Naaku Nachav avec l'acteur Venkatesh Daggubati (en). Elle travaille principalement dans le cinéma télougou, également connu sous le nom de Tollywood. Elle est l'une des rares actrices ne parlant pas le télougou à travailler avec les célèbres stars du cinéma indien Chiranjeevi (en), Nandamuri Balakrishna (en), Akkineni Nagarjuna (en), Prabhas Raju Uppalapati, Mahesh Babu, Ravi Teja (en), et N. T. Rama Rao Jr..
Selon une source d'Idlebrain.com (en), Aarthi Agarwal est la meilleure héroïne de l'année 2002.
En 2005, The Hindu rapporte qu'Agarwal a tenté de se suicider après avoir été hospitalisée pour des blessures internes à la tête à l'hôpital Apollo, Jubilee Hills, Hyderabad et avoir été mise sous respirateur,.
En 2007, Agarwal épouse Tasval Kumar, un ingénieur en logiciels indien basé aux États-Unis ; le couple divorce en 2009,.

### Mort
Le 6 juin 2015, Agarwal est déclarée morte à son arrivée au centre médical régional AtlantiCare à Atlantic City dans le New Jersey. Agarwal, qui avait subi une liposuccion six semaines auparavant, avait de graves problèmes respiratoires avant sa mort,,,. Son directeur déclare que la cause de sa mort est un arrêt cardiaque,. Elle vivait avec ses parents à Egg Harbor Township,.

## Filmographie
| Année | Film                                  | Rôle             | Langue   | Notes                                                                                         |
| ----- | ------------------------------------- | ---------------- | -------- | --------------------------------------------------------------------------------------------- |
| 2001  | Paagalpan                             | Roma Pinto       | hindi    |                                                                                               |
| 2001  | Nuvvu Naaku Nachav                    | Nandini          | télougou | Nominated - Filmfare Award de la meilleure actrice en télougou                                |
| 2002  | Nuvvu Leka Nenu Lenu                  | Krishna Veni     | télougou |                                                                                               |
| 2002  | Allari Ramudu                         | Mythili          | télougou |                                                                                               |
| 2002  | Indra                                 | Snehalatha Reddy | télougou | CineMAA Award for Best Actress Nominated - Filmfare Award de la meilleure actrice en télougou |
| 2002  | Nee Sneham                            | Amrutha          | télougou |                                                                                               |
| 2002  | Bobby                                 | Bhagyamathi      | télougou |                                                                                               |
| 2003  | Palnati Brahmanayudu                  | Sruthi           | télougou |                                                                                               |
| 2003  | Vasantham                             | Nandini          | télougou |                                                                                               |
| 2003  | Veede                                 | Mangathaayaru    | télougou | Remade from Tamil movie Dhool                                                                 |
| 2004  | Nenunnanu                             | Sruthi           | télougou | Dubbed into Hindi language as Vishwa-The HeMan in 2006                                        |
| 2004  | Adavi Ramudu                          | Madhulatha       | télougou |                                                                                               |
| 2004  | Narasimhudu                           |                  | télougou | Special appearance                                                                            |
| 2004  | Soggadu                               | Swati            | télougou |                                                                                               |
| 2004  | Sankranthi                            | Padma            | télougou |                                                                                               |
| 2005  | Chatrapati                            |                  | télougou | Special song                                                                                  |
| 2005  | Bambara Kannaley                      | Pooja            | tamoul   |                                                                                               |
| 2006  | Andala Ramudu                         | Radha            | télougou | Nominated - Filmfare Award de la meilleure actrice en télougou                                |
| 2008  | Gorintaku                             | Nandini          | télougou |                                                                                               |
| 2008  | Deepavali                             |                  | télougou |                                                                                               |
| 2009  | Posani Gentleman                      | Neeraja          | télougou |                                                                                               |
| 2010  | Brahmalokam To Yamalokam Via Bhulokam | Rambha           | télougou |                                                                                               |
| 2011  | Vanakanya Wonder Veerudu              | Vana kanya       | télougou |                                                                                               |
| 2015  | Ranam 2                               |                  | télougou |                                                                                               |
| 2016  | Aame Evaru?                           |                  | télougou | Sorti à titre posthume                                                                        |